# فرانسوا مولار

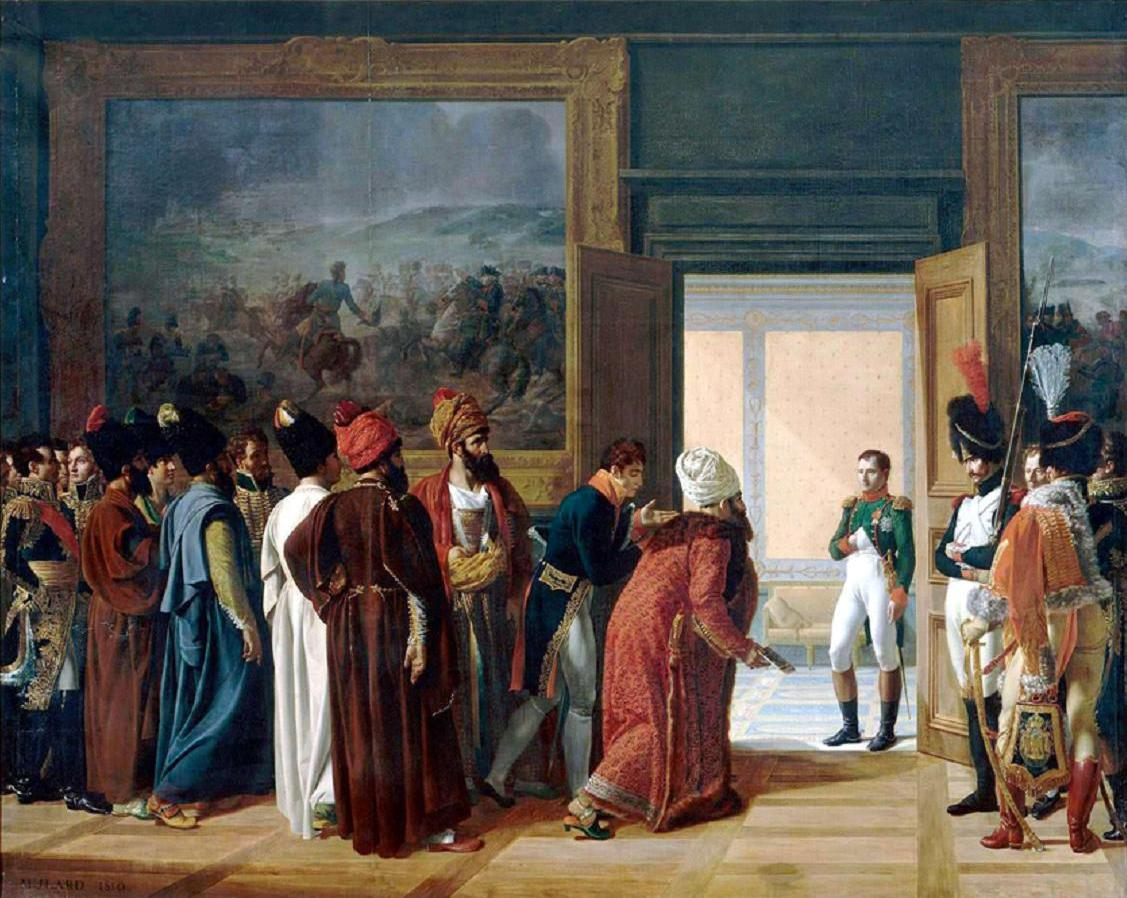
رویارویی فرستاده ایرانی، میرزا محمدرضا قزوینی با ناپلئون در کاخ فینکشتاین در ۲۷ آوریل ۱۸۰۷، اثر فرانسوا مولار

فرانسوا هانری مولار (فرانسوی: François Mulard‎; ۱۳ نوامبر ۱۷۶۹ – ۱۰ مهٔ ۱۸۵۰) نقاش نئوکلاسیک فرانسوی بود. او به خاطر نقاشی رویارویی فرستاده ایرانی، میرزا محمدرضا قزوینی با ناپلئون در کاخ فینکشتاین در ۲۷ آوریل ۱۸۰۷ مشهور است.

## زندگی‌نامه
مولار شاگرد ژاک-لویی داوید بود و در مسابقه جایزه رم در سال ۱۷۹۹ پذیرفته شد و در رقابت جایزه دوم را به کسب کرد. او دوباره در سال ۱۸۰۲ در این رقابت شرکت کرد، اما رتبهای کسب نکرد. او نقاش کارخانه گوبلن بود و در آنجا به کارآموزان طراحی از مدل زنده را آموزش می‌داد.

## زندگی حرفه‌ای
او آفریننده نقاشی رویارویی فرستاده ایرانی، میرزا محمدرضا قزوینی با ناپلئون در کاخ فینکشتاین در ۲۷ آوریل ۱۸۰۷ است که صحنه‌ای از مذاکرات و دیدارهای مرتبط با معاهده فینکشتاین را تصویر می‌کند. او یکی از بنیانگذاران انجمن آزاد هنرهای زیبا در پاریس بود که در سال ۱۸۳۰ تشکیل شد.